# Combats d'Uettingen
Batailles
- front austro-prussien

- Hühnerwasser
- Podol
- Trautenau
- Nachod
- Langensalza
- Oswiecim
- Münchengrätz
- Soor
- Skalitz
- Gitschin
- Königinhof
- Schweinschædel
- Sadowa (Königgrätz)
- Dermbach
- Kissingen
- Aschaffenbourg
- Hundheim
- Blumenau
- Tauberbischofsheim
- Werbach
- Helmstadt/Uettingen
- Gerchsheim
- Uettingen/Roßbrunn/Hettstadt

- front austro-italien

- Custoza
- Val Vestino
- Cimego
- Pieve di Ledro
- Monte Nota
- Monte Suello
- Lissa
- Bezzecca
- Primolano
- Borgo
- Cimego
- Levico
- Versa

Les combats d'Uettingen sont une série d'affrontements de la guerre austro-prussienne les 25 et 26 juillet 1866 entre les troupes prussiennes et bavaroises. Les combats se soldent par une victoire prussienne.

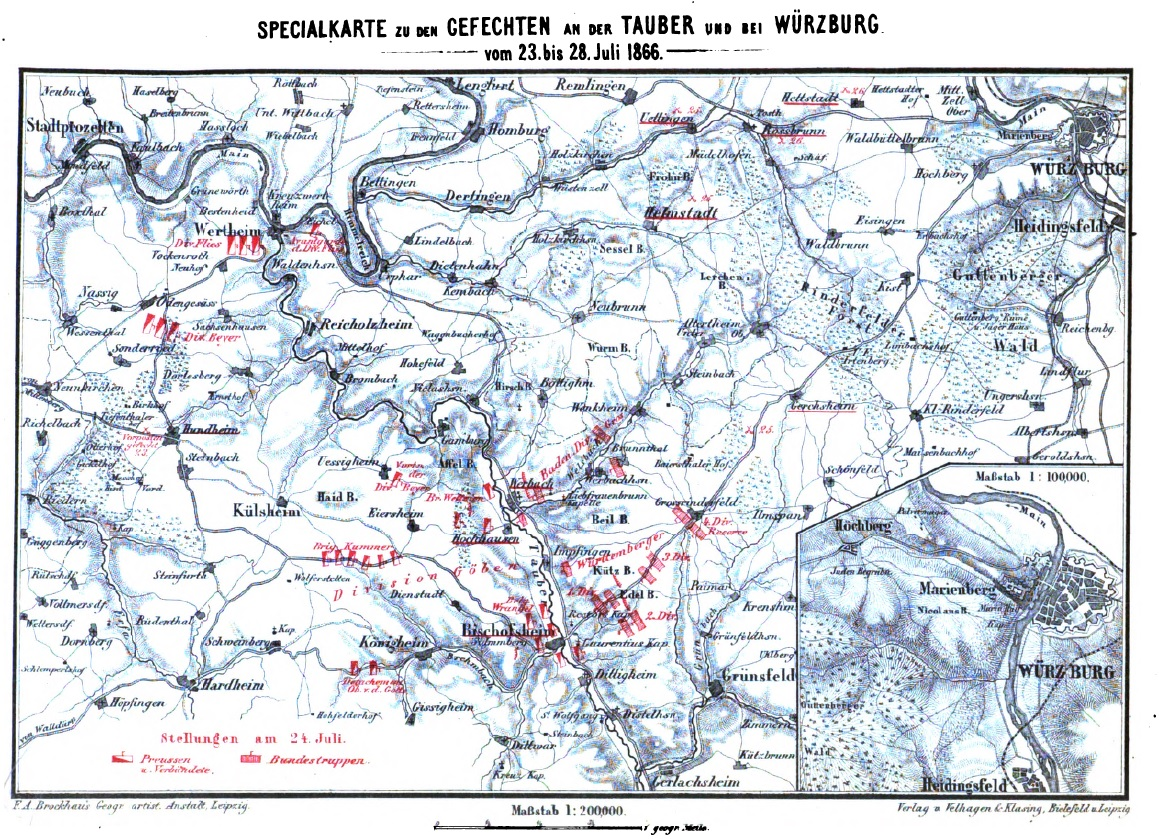
Combats à Tauber et Main

Après avoir battu les troupes badoises et de wurtembergeoises le 24 juillet à Werbach et à Tauberbischofsheim, les Prussiens avancèrent vers Wurtzbourg sur le plateau entre Tauber et Main. Le 25 juillet, ces derniers affrontèrent les troupes bavaroises qui voulaient tenir le plateau pour protéger Wurtzbourg. Il y eut des batailles à Helmstadt et Uettingen. 
Indépendamment, il y eut ce jour-là une autre bataille à Gerchsheim entre les Prussiens et les troupes autrichiennes, ayant fait leur jonction avec les armées badoises et wurtembergeoises (13 morts, 87 blessés).
Le 26 juillet, il y eut d'autres combats à Roßbrunn, Uettingen et Hettstadt avec les Bavarois. Par la suite, les Bavarois et leurs troupes alliées se retirèrent à Wurtzbourg, dont les Prussiens assiégèrent la forteresse. Peu de temps après, un cessez-le-feu mit fin aux combats.